# ورزشگاه الشهدا
ورزشگاه الشهدا ورزشگاهی چندکاربردی در استان ابین یمن می‌باشد. امروزه از آن بیشتر برای برپایی مسابقه‌های فوتبال و به عنوان ورزشگاه خانگی باشگاه فوتبال حسن ابین استفاده می‌شود. این ورزشگاه گنجایش ۲۰۰۰۰ نفر تماشاچی را دارد.